# ميرزا عبد العال
ميرزا عبد العال (8 أغسطس 1980) لاعب كرة قدم بحريني يلعب حاليا لصالح نادي الدرجة الأولى المالكية البحريني في مركز الوسط الأيمن من 1998.